# 沙泰拉永普拉日
沙泰拉永普拉日（法語：Châtelaillon-Plage，法語發音：[ʃatɛlajɔ̃ plaʒ]）是法国滨海夏朗德省的一个市镇，位于该省西北部，属于拉罗谢尔区。

## 地名
该地名“Châtelaillon-Plage”发音为[ʃatɛlajɔ̃ plaʒ]（相当于“Châtel-Aillon-Plage”）而非[ʃatlajɔ̃ plaʒ]，《世界地名翻译大辞典》与《世界地名译名词典》将其误译作“沙特拉永普拉日”。

## 地理
沙泰拉永普拉日（46°4'23"N, 1°5'17"W）面积6.59 平方千米，位于法国新阿基坦大区滨海夏朗德省，该省份为法国西部滨海省份，北起旺代省，西临大西洋，南至吉倫特省，东南接多爾多涅省，东北接德塞夫勒省接壤，东临夏朗德省。
与沙泰拉永普拉日接壤的市镇（或旧市镇、城区）包括：昂古兰、圣维维安、滨海萨勒、伊沃。
沙泰拉永普拉日的时区为UTC+01:00、UTC+02:00（夏令时）。

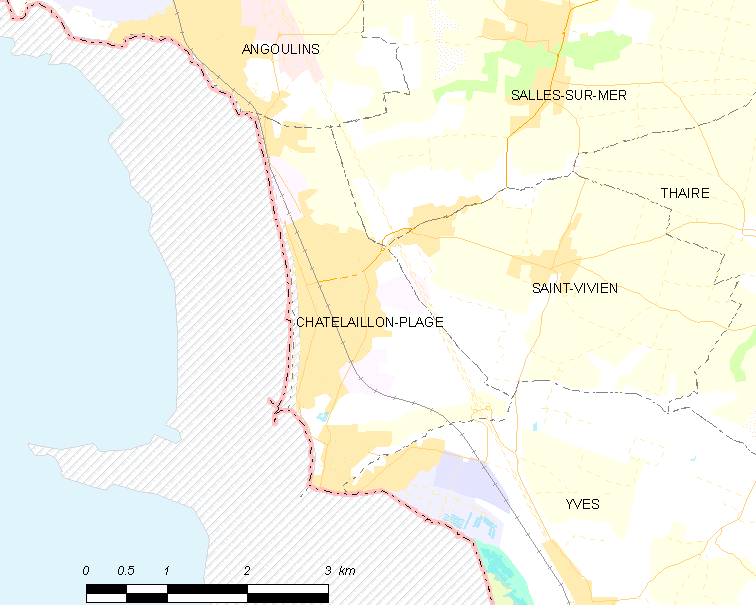
沙泰拉永普拉日的OSM定位图

## 行政
沙泰拉永普拉日的邮政编码为17340，INSEE市镇编码为17094。

## 政治
沙泰拉永普拉日所属的省级选区为沙泰拉永普拉日县。

## 人口

1962-2008年间沙泰拉永普拉日人口变化图示

沙泰拉永普拉日于2022年1月1日时的人口数量为6440人。